# Towella
Towella es un género de foraminífero planctónico considerado un sinónimo posterior de Turborotalita de la subfamilia Globigerininae, de la familia Globigerinidae, de la superfamilia Globigerinoidea, del suborden Globigerinina y del orden Globigerinida. Su especie tipo es Globigerina clarkei. Su rango cronoestratigráfico abarcaba desde el Oligoceno hasta el Plioceno inferior.

## Descripción
Towella incluye especies con conchas trocoespiraladas diminutas, globigeriniforme a discoidal-globular, con trocospira plana; sus cámaras son ovaladas a hemiesféricas, creciendo en tamaño de manera rápida; sus suturas intercamerales son incididas y rectas; su contorno ecuatorial es subpoligonal y lobulado; su periferia es redondeada; su ombligo es pequeño; su abertura principal era interiomarginal, umbilical-extraumbilical, de arco bajo bordeada de un labio; presentan pared calcítica hialina, macroperforada, y superficie punteada y pustulada, con pústulas que coalescen para formar alineaciones meridionales; su lado espiral está engrosado secundariamente formando una placa calcárea; pústulas, poros y suturas pueden desaparecer por el crecimiento de una capa calcárea, dejando unos pocos poros que pueden constituir aberturas.

## Discusión
El género Towella no ha tenido mucha difusión entre los especialistas. Algunos autores consideran Towella un sinónimo subjetivo posterior de Turborotalita. La principal diferencia de Towella con respecto a Turborotalita es la ausencia de cámara ampulada.

## Clasificación
Towella incluía a las siguientes especies:
- Towella clarkei †, aceptada como Turborotalita clarkei
- Towella primitiva †, aceptada como Turborotalita primitiva